# Wilfried Sanou
Wilfried Sanou (* 16. března 1984, Bobo-Dioulasso, Burkina Faso) je fotbalový útočník z Burkiny Faso, který je v současné době bez angažmá. Je také reprezentantem Burkiny Faso.

## Klubová kariéra
Wilfried Sanou hrál během své kariéry za kluby Planète Champion (Burkina Faso), rakouské WSG Swarovski Wattens a FC Tirol Innsbruck (půlroční hostování od ledna do června 2002), švýcarský FC Sion, německé SC Freiburg a 1. FC Köln, japonské Urawa Red Diamonds (roční hostování od ledna do prosince 2010) a Kyoto Sanga.

## Reprezentační kariéra
Sanou hrál na Mistrovství světa hráčů do 17 let 2001 na Trinidadu a Tobagu, kde burkinafaská mládežnická reprezentace do 17 let obsadila 3. místo. Sanou vstřelil na turnaji celkem 3 góly, po jednom v základní skupině proti Argentině (remíza 2:2) a vítězný proti Španělsku (výhra 1:0) a jeden ve čtvrtfinále proti Kostarice (výhra 2:0).
V seniorské reprezentaci Burkiny Faso debutoval v roce 2001.
Byl nominován na Africký pohár národů 2002 v Mali, burkinafaský národní tým obsadil se ziskem jednoho bodu poslední čtvrté místo v základní skupině B.
Zúčastnil se Afrického poháru národů 2010 v Angole, kde Burkina Faso nepostoupila ze základní skupiny B; Na Africkém poháru národů 2013 v Jihoafrické republice dokráčel s týmem až do finále proti Nigérii, kde Burkina Faso podlehla soupeři 0:1.